# Centenaire de l'indépendance de l'Albanie
 (janvier 2018).

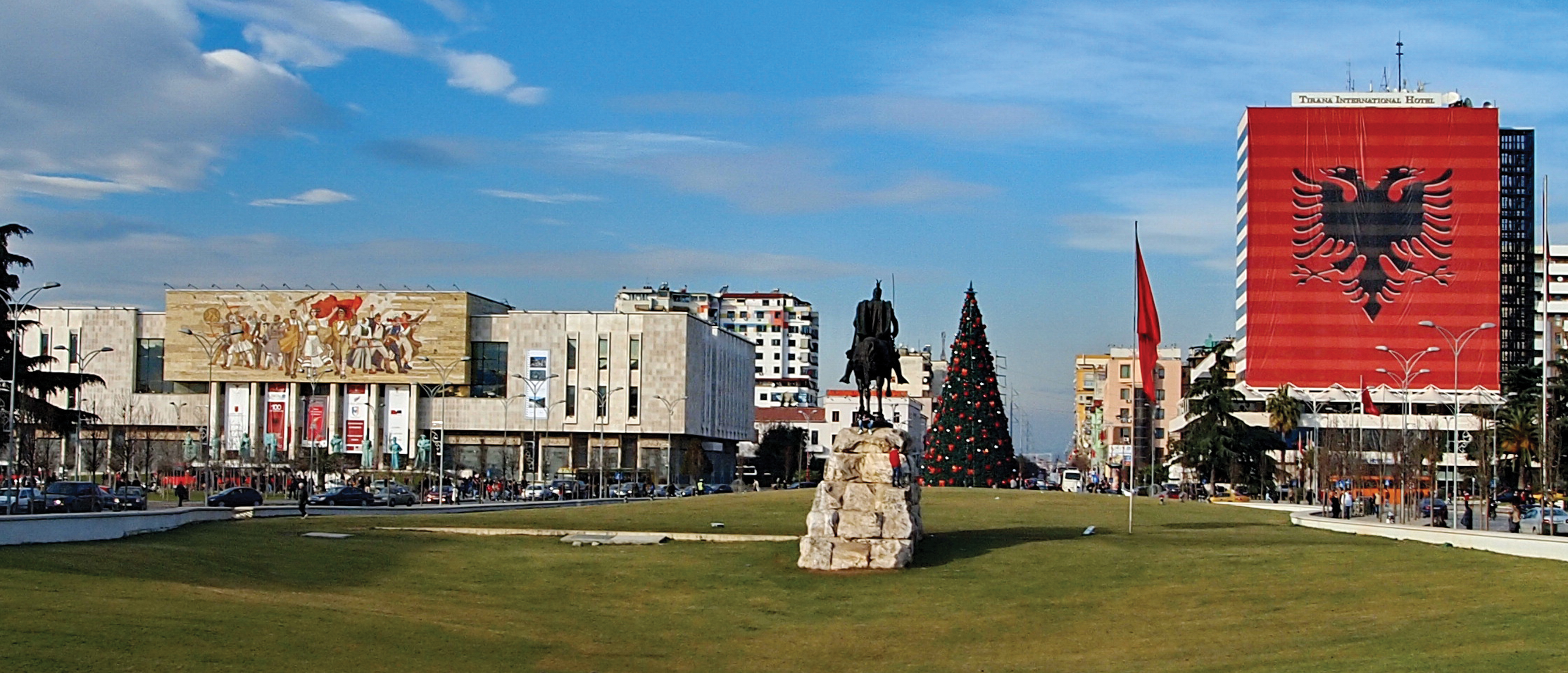
Décorations dans le centre de Tirana.

Le centenaire de l'indépendance de l'Albanie a été fêté tout au long de l'année 2012, lorsque les Albanais ont célébré le centième anniversaire de la création de l'Albanie indépendante, le premier État albanais de l'histoire moderne,.

## Célébration

### En Albanie

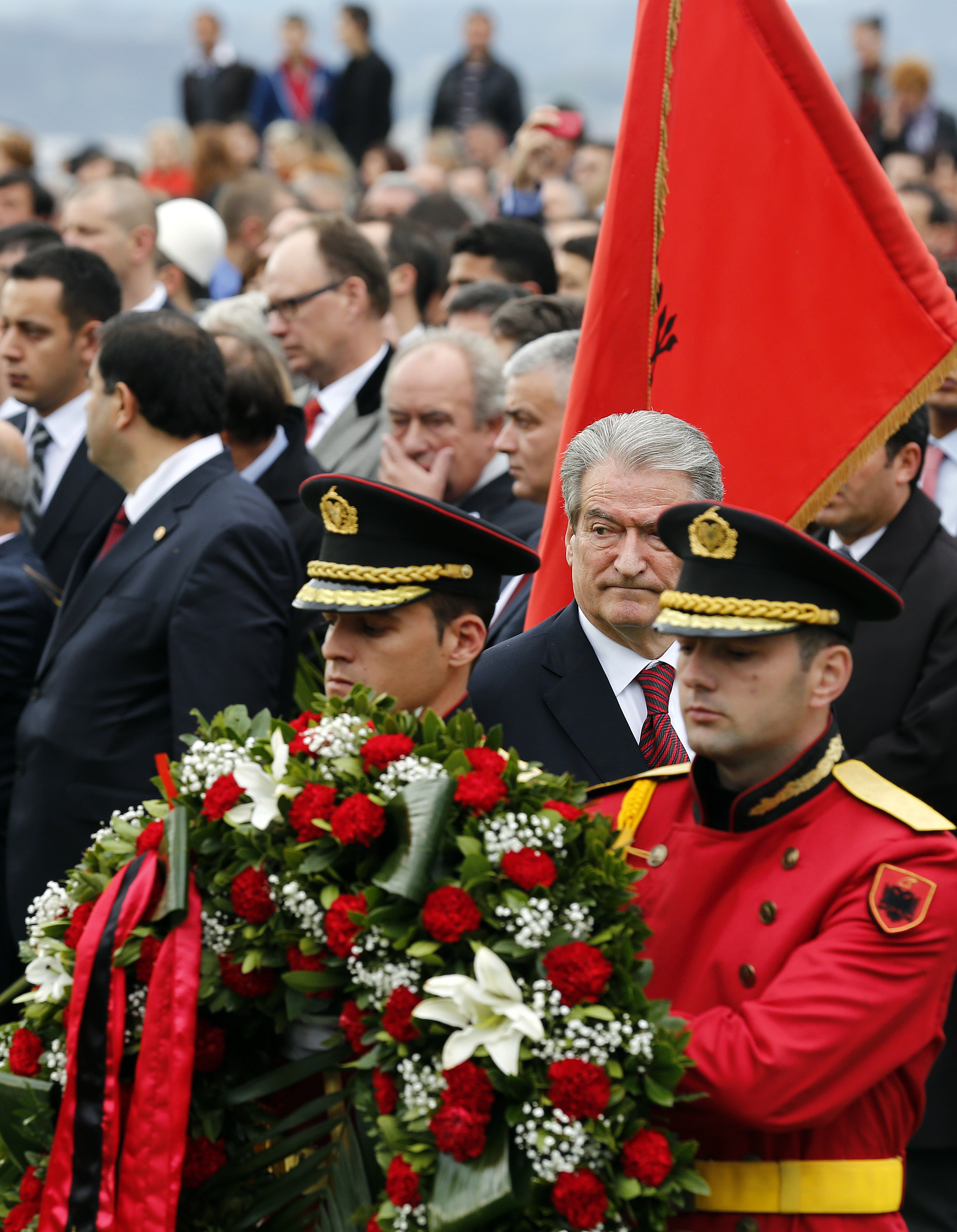

Le jour d'ouverture de la célébration a eu lieu le 17 janvier 2012, et une cérémonie solennelle a été organisée au Parlement de la république d'Albanie. Les représentants du Kosovo, de la Macédoine, du Monténégro, de Preševo et de Bujanovac, y assistaient, tous ensemble, comme dans le Parlement de l'Albanie indépendante un siècle plus tôt. La plupart des événements et des activités étaient prévues pour octobre–novembre et, pour des raisons budgétaires, de nombreux autres projets n'ont finalement pas reçu de financement du gouvernement en 2012. Les Forces de sécurité du Kosovo formèrent une unité spéciale de 65 soldats pour participer à la parade militaire de Tirana le 28 novembre 2012, qui fut organisée pour célébrer l'anniversaire.
Le gouvernement albanais avait décidé de ramener de France, où il mourut en 1961, la dépouille du roi Zog d'Albanie. Les restes ont été exhumés et la cérémonie du retour a été organisée le 17 novembre, avant les célébrations du centième anniversaire de l'indépendance. Les restes ont été placés dans le mausolée de la Famille royale albanaise reconstruit. Une exposition des œuvres artistiques de Agim Ramadani, un chef de l'armée de libération du Kosovo (UCK), a été ouverte dans le cadre du Centième anniversaire de l'indépendance de l'Albanie et inauguré par le premier ministre Berisha.
Le programme de célébration pour le 28 novembre comprenait un défilé militaire à Tirana, des concerts de musique populaire et folklorique à Tirana et à Vlora, des levers du drapeau par le président de la République, une pose de couronnes de fleurs sur le tombeau d'Ismail Qemali, un discours du président, une cérémonie de hissage du drapeau, une pose de couronnes de fleurs dans le Cimetière des Martyrs de la Nation, ainsi que l'inauguration du Monument de l'Indépendance.

#### Monument, logo et publicité télévisée
Le ministère du Tourisme, des Affaires Culturelles, de la Jeunesse et des Sports a annoncé le 22 décembre 2011, le Concours international pour la réalisation de la sculpture de l'œuvre monumentale dédiée au « Centième anniversaire de la Déclaration d'Indépendance de l'État albanais : 28 novembre 1912 – 28 novembre 2012 ». Le projet de deux architectes allemands, Visar Obrija et Kai Romain Kiklas, a remporté le prix. L'œuvre d'art sera réalisée en Autriche, à un coût de 350 000 euros. Elle représente une maison qui, abandonnant son isolement, s'ouvre et se libère. Le 29 juin 2012, le Premier Ministre de l'Albanie , a annoncé que le monument était terminé et qu'il sera érigé au Parc Rinia ou à proximité de Théâtre des Enfants.
Vingt-cinq artistes d'Albanie, du Kosovo et de la Macédoine ont participé au concours 100 Ans de l'État albanais, organisé afin de créer un logo de l'anniversaire. Lors de la session tenue le 28 novembre 2011, la commission a décidé à l'unanimité que le logo gagnant était celui de Zeni Ballazhi. Le Premier Ministre de l'Albanie, Sali Berisha a proposé de remplacer les mots État Albanais dans la version originale de la devise par le mot Indépendance arguant que l'état albanais existait déjà auparavant dans l'histoire.
Le même ministère a organisé un concours international pour la publicité télévisée consacré à l'anniversaire.

#### Participants notables
Il est annoncé que le Premier ministre de Turquie participera à la célébration du Centième anniversaire de l'indépendance de l'Albanie. Hillary Clinton a promis qu'elle viendra aussi à Tirana pour les célébrations. De même, de nombreuses célébrités : des stars albanaises, des acteurs, des personnalités publiques du monde entier ont été attendues à Tirana. Clinton est arrivée en Albanie, le 1er novembre 2012.
Gjorge Ivanov, président de la république de Macédoine a annulé sa visite en raison d'incidents. Le ministre grec des Affaires étrangères n'a pas assisté, ayant annulé après les déclarations du Premier Ministre albanais portant sur le concept irrédentiste de la Grande Albanie.

#### Littérature et arts
Des livres et des œuvres d'art liées à l'histoire de l'Albanie et de la culture ont été présentés au public par des maisons d'édition, des entreprises privées, des universités et des chercheurs, à l'occasion du 100e anniversaire, y compris : une nouvelle version haute définition du film datant de 1953 sur Scanderbeg,Shqiptarët në artin botëror (les Albanais dans le monde de l'art) par Férid Hudhri (Botimet Albanologjike, 2012), une nouvelle version albanaise et une traduction anglaise de ce qui est considéré comme le premier ouvrage albanais de littérature et d'histoire, Le Siège de Shkodra (Onufri Maison d'Édition, 2012)., Pavarësia - Udhëtimi i paharruar i Ismail Qemalit (Indépendance – Le voyage inoubliable de Ismail Qemali), par Ilir Ikonomi (UET Press, 2012), La Naissance de l'Albanie : le Nationalisme Ethnique, les Grandes Puissances de la Première Guerre mondiale et l'Émergence de l'albanais Indépendance par Nicola Guy (I. B. Tauris, 2012)., Jeta e jashtëzakonshme e amerikanit Charles Telford Erickson kushtuar Shqipërisë (La vie extraordinaire de Charles Telford Erickson consacrée à l'Albanie) par Mal Berisha (Botime Edualba, 2012).

### A l'étranger

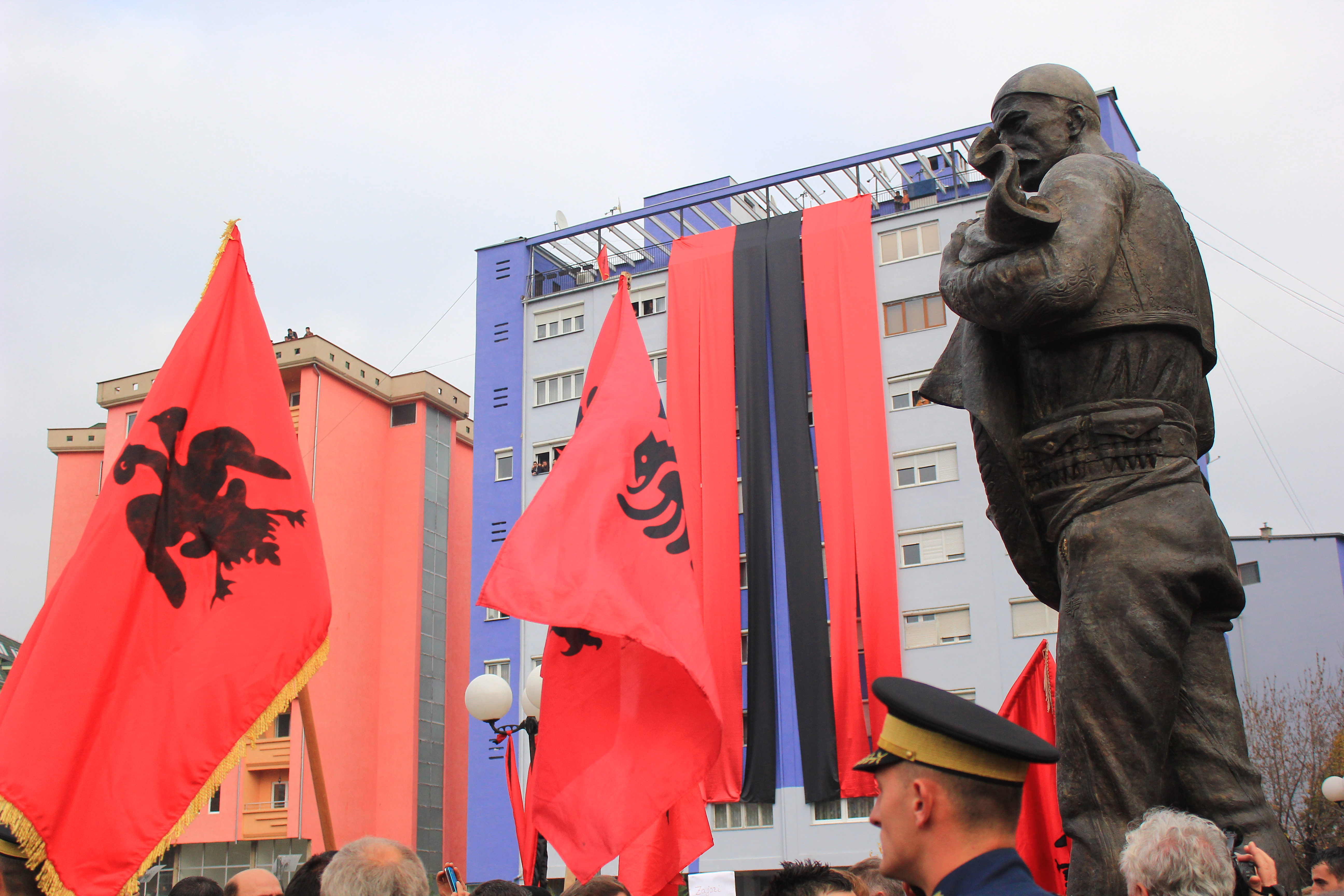
Célébrations à Mitrovica

Les ambassades albanaises à travers le monde ont organisé de nombreuses activités pour célébrer le Centième Anniversaire de l'Indépendance, comme des expositions, des concerts, des prières, des réceptions diplomatiques, des cérémonies diverses et des tables rondes,. Dans certains cas, les événements sont organisés non seulement par les ambassades de l'Albanie, mais aussi par d'autres institutions. Le Centre Linguistique de l'Université de Leiden  aux Pays-Bas a organisé deux événements les 9 et 10 novembre 2012 : la projection du film Le Pardon de Sang et le colloque publique la langue et la culture albanaises : 100 ans de l'indépendance,.
En Macédoine du Nord et au Kosovo, les célébrations ont été organisées par les autorités.

#### En Macédoine
Le Gouvernement macédonien a participé au financement de la célébration du Centième Anniversaire de l'Indépendance de l'Albanie.
Le 17 janvier 2012 à Skopje, en Macédoine, la construction de la place Skanderbeg commence. Le 8 mai 2012, la municipalité de Tetovo a créé un conseil responsable de la célébration et préparé quelques activités avec la devise « 100 ans sans l'Albanie » ((en albanais : 100 vite pa Shqipërinë)).
Des historiens macédoniens affirment que le Gouvernement macédonien n'a aucun droit, aucune obligation et aucune raison de célébrer l'indépendance du pays voisin, et, a fortiori, de financer de telles célébrations.
La célébration centrale des 100 ans de l'Albanie a eu lieu à Skopje, le 25 novembre 2012 au Centre Sportif Boris Trajkovski. Elle a été suivie par environ 20 000 personnes, y compris les premiers ministres de l'Albanie et du Kosovo. Le même jour dans le centre de Skopje, a été organisée la Marche des Aigles au cours de laquelle des Albanais vêtus de rouge et de noir ont défilé avec les drapeaux de l'Albanie à travers Skopje, alors que certains politiciens macédoniens s'opposaient à ces fêtes, en raison du risque de tension ethnique,. Plusieurs incidents ont eu lieu, un drapeau macédonien a été brûlé dans la municipalité de Čair, majoritairement peuplée d'Albanais, tandis que plusieurs enfants auraient été battus par un groupe de 30 personnes en raison de leurs origines ethniques macédoniennes, ce que la police n'a pas confirmé.

#### Au Kosovo

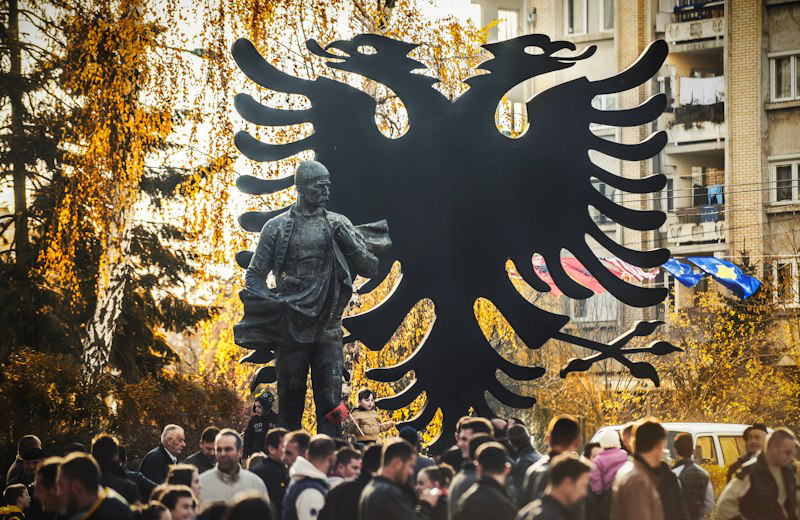
La statue d'Isa Boletini dans le centre de Mitrovica, au Kosovo, qui sera inauguré lors du anniversaire de l'indépendance alabanaise.

Rita Ora avait prévu de chanter quelques chansons au Kosovo pour célébrer cet anniversaire, en tant qu'invitée du président de la république du Kosovo.

#### En Serbie du Sud
Le centenaire de l'Albanie a été également célébré à Preševo et Bujanovac, deux communes du sud de la Serbie disposant d'une importante population albanaise. Le programme comprenait une conférence scientifique sur le mouvement national albanais de la vallée de Preševo, l'ouverture d'un musée consacré à Ridvan Qazimi et de nombreuses manifestations politiques, culturelles et sportives. Des étendards albanais sont hissés sur les bâtiments des parlements locaux, une centaine d'enfants forment avec leur corps le nombre 100 et les élus locaux tiennent un discours dans une réplique de la maison à Vlora dans laquelle l'indépendance de l'Albanie a été déclarée. À la suite de l'invitation du président albanais, ils vont à Tirana pour assister à la célébration centrale.